# Oleksandr Prosvirnin
Oleksandr Borysovyč Prosvirnin (in ucraino Олександр Борисович Просвірнін?, in russo Александр Борисович Просвирнин?, Aleksandr Borisovič Prosvirnin; Vorochta, 24 agosto 1964 – Kiev, 15 agosto 2010) è stato un combinatista nordico sovietico.
In seguito alla dissoluzione dell'Unione Sovietica, nel 1991 aveva assunto la nazionalità ucraina. Nelle liste FIS è registrato come Alexander Proswirnin.

## Biografia
In Coppa del Mondo esordì il 29 dicembre 1983 a Oberwiesenthal, subito ottenendo quello che sarebbe rimasto il suo unico podio in carriera (2°).
In carriera prese parte a un'edizione dei Giochi olimpici invernali, Sarajevo 1984 (6°), e a due dei Campionati mondiali, vincendo una medaglia.

## Palmarès

### Mondiali
- 1 medaglia:
  - 1 bronzo (gara a squadre a Sarajevo/Rovaniemi/Engelberg 1984)

### Coppa del Mondo
- Miglior piazzamento in classifica generale: 4º nel 1984
- 1 podio (individuale):
  - 1 secondo posto